# Rieschweiler
Rieschweiler ist der größere von zwei Ortsteilen der Ortsgemeinde Rieschweiler-Mühlbach im Landkreis Südwestpfalz in Rheinland-Pfalz. Bis 1969 war er eine selbständige Gemeinde.

## Lage
Rieschweiler befindet sich auf der Westricher Hochfläche im westlichen Gemeindegebiet. Er liegt im Schwarzbachtal. Der namensgebende Fluss verläuft in Ost-West-Richtung in einer großen Schleife unmittelbar durch das Siedlungsgebiet. Der Siedlungsteil links des Schwarzbaches gehörte früher zur Gemeinde Höhmühlbach. Vor Ort mündet in diesen von rechts der Jägerbach, der zuvor von links den Kleinen Jägerbach aufnimmt. Im Nordwesten der Gemarkung weit abseits der Bebauung befindet sich an der Gemarkungsgrenze zu Contwig und Dellfeld das Naturschutzgebiet Auf der Pottschütthöhe.

## Geschichte
Bis Ende des 18. Jahrhunderts gehörte Rieschweiler zu Pfalz-Zweibrücken. Von 1798 bis 1814, als die Pfalz Teil der Französischen Republik (bis 1804) und anschließend Teil des Napoleonischen Kaiserreichs war, war Rieschweiler in den Kanton Zweibrücken eingegliedert und unterstand der Mairie Maßweiler. 1815 hatte der Ort 432 Einwohner. Im selben Jahr wurde der Ort Österreich zugeschlagen. Bereits ein Jahr später wechselte der Ort wie die gesamte Pfalz in das Königreich Bayern. Von 1818 bis 1862 gehörte er dem Landkommissariat Zweibrücken an; aus diesem ging das Bezirksamt Zweibrücken hervor.
1928 hatte Rieschweiler 929 Einwohner, die in 161 Wohngebäuden lebten. Die Katholiken gehörten damals zur Pfarrei von Nünschweiler, während die Protestanten eine Pfarrei vor Ort besaßen. Ab 1939 war der Ort Bestandteil des Landkreises Zweibrücken. Nach dem Zweiten Weltkrieg wurde Rieschweiler innerhalb der französischen Besatzungszone Teil des damals neu gebildeten Landes Rheinland-Pfalz. Im Zuge der ersten rheinland-pfälzischen Verwaltungsreform wurde Rieschweiler am 7. Juni 1969 mit der Nachbargemeinde Höhmühlbach zur neuen Ortsgemeinde Rieschweiler-Mühlbach zusammengelegt. Drei Jahre später folgte die Auflösung des Landkreises Zweibrücken; damit einhergehend wechselte der Ort 1972 in den Landkreis Pirmasens, der 1997 in Landkreis Südwestpfalz umbenannt wurde.

## Kultur
Vor Ort existieren insgesamt neun Objekte, die unter Denkmalschutz stehen.

## Verkehr und Infrastruktur

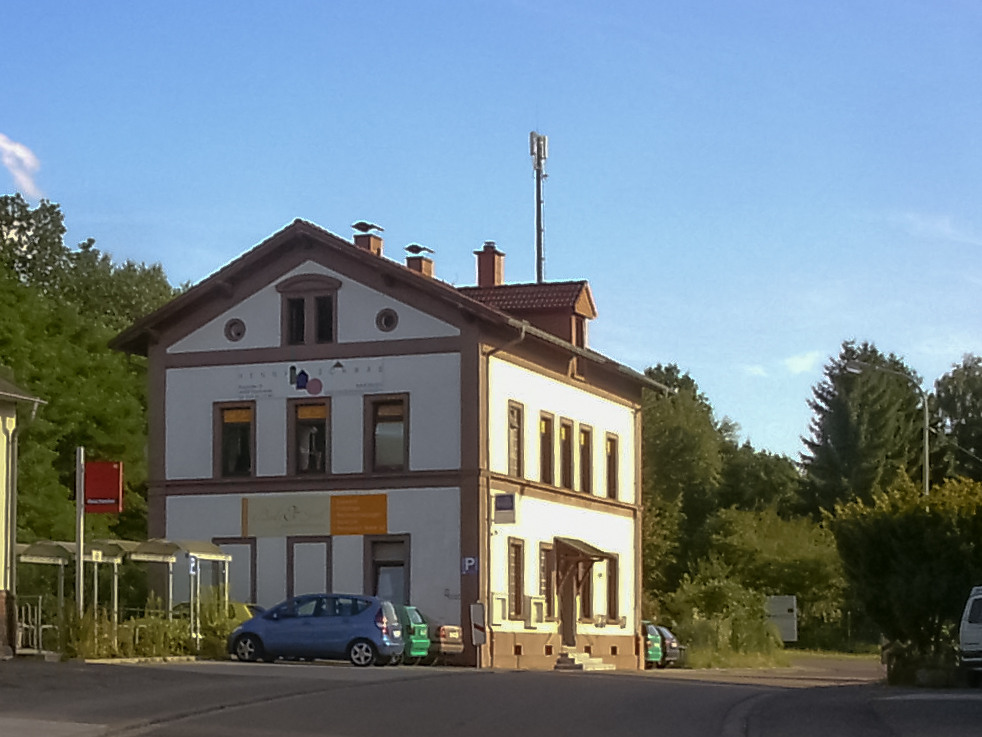
Bahnhof Rieschweiler

Rieschweiler besitzt seit 1875 am südlichen Ortsrand unweit des Schwarzbaches einen Bahnhof an der Bahnstrecke Landau–Rohrbach. Dieser wurde zwischenzeitlich zum Haltepunkt zurückgebaut. In den Jahren 2008 und 2009 wurde er barrierefrei ausgestattet. Es bestehen stündliche Verbindungen nach Pirmasens im Osten sowie nach Zweibrücken, Sankt Ingbert und Saarbrücken im Westen. Das Empfangsgebäude und der Güterschuppen haben für den Bahnverkehr keine Funktion mehr. Das ehemalige mechanische Fahrdienstleiterstellwerk, mit der Bezeichnung Rf wurde zwischenzeitlich ebenfalls außer Betrieb genommen. Durch den Ort führt in Ost-West-Richtung außerdem die Landesstraße 477. Vor Ort mündet in diese die Landesstraße 476. Im Norden der Gemarkung befindet sich der Flugplatz Pirmasens.
Vor Ort existieren eine Grundschule, eine Bücherei sowie ein Fußballverein.

## Persönlichkeiten

### Söhne und Töchter des Ortes
- Bartholomäus Wernigk (~1611–1686), Präsident des pfalz-zweibrückischen Oberkonsistoriums
- Karl Delobelle (1904–1944), Politiker (NSDAP)

### Personen, die vor Ort gewirkt haben
- Peter Rubeck (* 1961), Fußballspieler und -trainer, trainierte von 2004 bis 2006 die SG Rieschweiler
- Erik Durm (* 1992), Fußballspieler, spielte von 1997 bis 2008 bei der SG Rieschweiler